# Amagerbro
Amagerbro es una área situada en la parte norte de la isla de Amager y también el nombre de un distrito en Copenhague. El área es conocida como una zona de clase obrera, y tiene aproximadamente 20 000 habitantes. El distrito tiene dos estaciones de metro: la estación de Amagerbro y la estación de Lergravsparken. Amagerbrogade es la principal calle de tiendas, y atraviesa buena parte del distrito.
El distrito está junto al Amager Fælled que es una reserva de la naturaleza, las Murallas de Christianhavn, que son los restos de una fortificación para proteger Copenhague,  y Kløvermarken, un área industrial cercana al Bulevar de Amager y a la calle Øresundsvej. La principal zona de compras y negocios es Amagerbrogade y sus calles aledañas. Algunos de los establecimientos situados en Amagerbro son la escuela de Kofoeds, que ofrece asistencia a personas con problemas sociales, el Centro de Actividades de Sundholm, que ofrece alojamiento a personas sin techo para estancias cortas, y La Escuela Real de Bibliotecas y Ciencias de la Información, que cuenta con unos 800 estudiantes.